# Mount Neuner
Mount Neuner ist ein 1420 m hoher Berg im westantarktischen Ellsworthland. In den Behrendt Mountains ragt er 5,5 km südwestlich des Mount Chandler auf.
Der United States Geological Survey kartierte ihn anhand eigener Vermessungen und Luftaufnahmen der United States Navy aus den Jahren von 1961 bis 1967. Das Advisory Committee on Antarctic Names benannte ihn 1966 nach Charles Seburn Neuner (1931–1997), Ingenieur im Camp Sky-Hi im antarktischen Sommer zwischen 1961 und 1962.